# Belastungseifer
Belastungseifer ist ein Begriff aus dem Prozessrecht, der die Beurteilung der persönlichen Glaubwürdigkeit von Zeugen im Rahmen der Beweiswürdigung betrifft.

## Bedeutung
Belastungseifer zeigt sich z. B., wenn ein Zeuge während seiner Aussage stark emotional agiert oder beispielsweise verleumderische Sachverhalte vorträgt, die den Angeklagten zwar in ein schlechtes Licht rücken, jedoch zum eigentlichen Tatvorwurf nichts beitragen und damit nicht sachdienlich sind. Belastungseifer vermindert den Beweiswert einer Aussage, sodass zum Beispiel bei widersprüchlichen Aussagen verschiedener Zeugen (Aussage gegen Aussage) das Gericht Belastungseifer als Merkmal verwenden kann, welchem Zeugen zu glauben ist und welche Version daher dem Urteil zu Grunde zu legen ist.
Bei offensichtlichen Übertreibungen von Zeugen oder Geschädigten handelt es sich um unwahre Aussagen, die als solche ohnehin einem Urteil nicht zu Grunde gelegt werden dürfen. Sie können jedoch auch Indizien für Belastungseifer und damit verbunden für eine Falschaussagemotivation sein und damit den Wert der Aussage mindern, die nicht offensichtlich als unwahr eingeordnet werden kann. Bei Anhaltspunkten für eine psychiatrische Erkrankung des Zeugen kann zur Überprüfung des Wahrheitsgehalts der Aussage ein aussagepsychologisches Gutachten veranlasst sein.
Der Belastungseifer wird von den Gerichten bei der Entscheidungsfindung im Rahmen der Beweiswürdigung berücksichtigt. Eine durch Belastungseifer geprägte Aussage erschwert die Tatsachenfeststellung des Gerichts und kann dem Urteil nicht zugrunde gelegt werden. Gegebenenfalls ist das Urteil wegen einer fehlerhaften Beweiswürdigung mit Berufung oder Revision anfechtbar.
Für die Strafbarkeit einer von Belastungseifer getriebenen Zeugenaussage als Aussagedelikt oder Prozessbetrug muss es sich nicht nur um eine bewusst wahrheitswidrige Aussage handeln, sondern der Täter muss auch im Hinblick auf alle anderen Tatbestandsmerkmale wie den Eintritt eines Vermögensschadens (§ 263 StGB) zumindest bedingt vorsätzlich handeln.
Die Wormser Prozesse sind ein prominentes Beispiel für die Folgen eines übersteigerten Belastungseifers in einem Strafprozess. Der Ehefrau von Gustl Mollath wurde seitens der Justiz dagegen kein besonderer Belastungseifer vorgeworfen.

## Weblink
- Die Angst  vor der Aussage. Ein Jahr nach dem Start: Lob für Modellprojekt der Zeugenbegleitung am Amtsgericht Leipzig justiz-sachsen.de, 2. März 2014